# طعمه زمینی

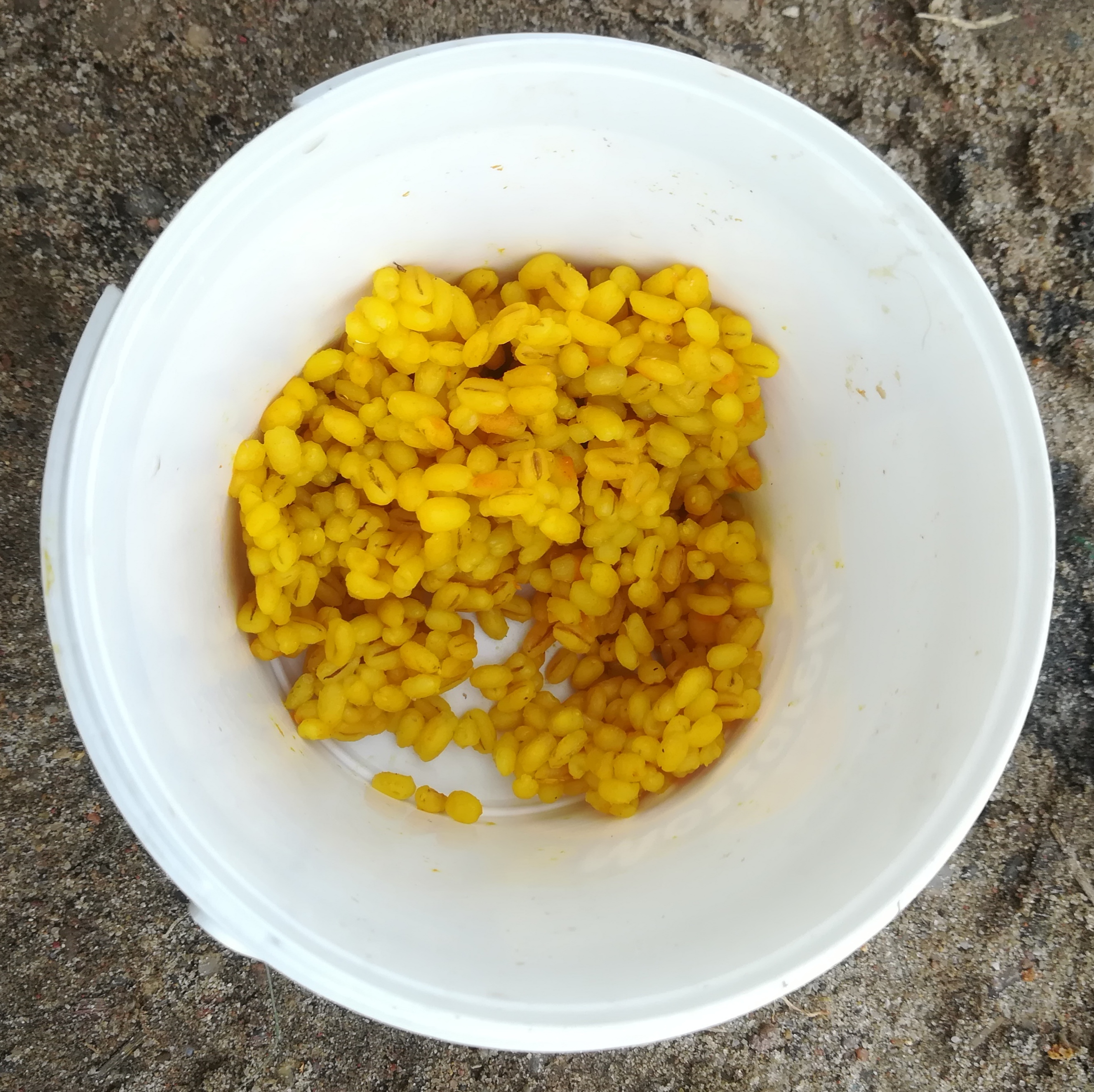
طعمه زمینی در درون سطل

طعمه زمینی (به انگلیسی: Groundbait) یک طعمه ماهیگیری است که به منظور جذب بویایی بیشتر ماهیان به یک منطقه تعیین شده (یعنی زمین ماهیگیری) برای صید کارآمدتر از طریق ماهیگیری، تور، به دام انداختن، یا حتی نیزه زدن و تیراندازی با کمان، به داخل آب پرتاب می‌شود یا «شلیک» می‌شود. طعمه‌های زمینی معمولاً به‌طور جداگانه از قلاب و معمولاً پیش از گرفتن هر میله یا تور پراکنده می‌شوند، اگرچه در ماهیگیری از کف می‌توان آنها را هم‌زمان با طعمه‌های قلابی مستقر کرد، در حالی که در درون یک دستگاه رهاسازی تدریجی نیز وجود دارد که به نخ ماهیگیری معروف به غذادهنده (feeder) متصل است.